# Turritopsis dohrnii
Turritopsis dohrnii Weismann, 1883 è un idrozoo della famiglia Oceaniidae. Assieme alla T. nutricula, è il solo animale attualmente conosciuto in grado di ringiovanire, ovvero di regredire completamente a uno stato di immaturità sessuale, dopo aver raggiunto la piena maturità sessuale. Il nome è stato attribuito nel 1883 in onore del biologo tedesco Anton Dohrn, fondatore e primo direttore della Stazione zoologica Anton Dohrn di Napoli.

## Descrizione
Le colonie di idrozoi sono di altezza variabile (fino a 35 mm) e con relativamente poche ramificazioni. I germogli sono grossi solo pochi millimetri e gli idranti (i singoli polipi Idrozoa) sono di un colore rosa pallido o trasparente, con 12-20 tentacoli disposti attorno alla bocca. Le giovani meduse hanno invece un manubrio di colore giallo chiaro e da 8 a 12 tentacoli.
Gli individui adulti misurano fino a 2,7 mm di lunghezza per 3,2 mm di diametro; la campana ha una struttura sferica. Il manubrio si estende fino ai margini della campana, con le gonadi che assumono un colore bruno. I tentacoli sono in numero compreso fra 14 e 32 e possono presentare un rigonfiamento all'estremità.

## Distribuzione
Anche se si pensa che il genere Turritopsis abbia avuto origine nell'Oceano Pacifico, è ora diffuso in tutto il mondo, generando specie diverse. Le differenze morfologiche tra queste specie sono state verificate da uno studio comparativo che stabilisce che la T. dohrnii è essenzialmente presente nel mar Mediterraneo occidentale, nel Golfo di Napoli e nell'Adriatico. Gli esemplari pescati nel mar del Giappone devono probabilmente la loro origine a ragioni antropiche, trasportate in Giappone dal Mediterraneo nell'acqua di zavorra delle navi dove sopravvive senza mescolarsi con la T. pacifica indigena.

## Ciclo vitale
Il primo a rilevare che la T. dohrnii è in grado di ringiovanire fu Christian Sommer, un biologo marino tedesco che l'identificò alla fine degli anni ottanta mentre eseguiva degli studi sugli idrozoi nelle acque di Rapallo.
La medusa fu trasportata nell'acquario del biologo genovese Giorgio Bavestrello, che intendeva studiarne il ciclo vitale, ma le condizioni ambientali nell'acquario non erano delle migliori per la Turritopsis: lo stress a cui la medusa fu sottoposta fece scattare il meccanismo di ringiovanimento e il giorno successivo al trasporto i biologi scoprirono che al posto della medusa c'era un polipo. La T. dohrnii era regredita a uno stato precedente del proprio sviluppo.
La medusa fu successivamente studiata da un gruppo di scienziati, guidati da Ferdinando Boero, professore dell'Università del Salento e associato a CNR-ISMAR, e Stefano Piraino. Il loro lavoro, che ridescrive la specie a ogni stadio di sviluppo e come questa possa ringiovanire, fu pubblicato nel 1996.
Nonostante la sua straordinaria capacità, che le ha fruttato anche l'appellativo di medusa Benjamin Button, come il personaggio reso celebre dal racconto di Francis Scott Fitzgerald, la T. dohrnii non sopravvive facilmente in cattività. Al momento solo lo scienziato Shin Kubota, della Kyoto University, è riuscito a mantenere viva per un lungo periodo (almeno due anni) una coltura di T. dohrnii. Kubota, che è uno degli scienziati che dedica maggior tempo allo studio di questa medusa, viene spesso intervistato dai media giapponesi e ha registrato molte canzoni sulle T. dohrnii.